# Carl
Carl is een voornaam, de vrouwelijke variant is Carla. Zie ook Karel, Charles, Carolus (voornaam) en Carlos. Deze naam is van oorsprong Germaans en betekende 'vrij man'. Oorspronkelijk is het een Scandinavische vorm van de voornaam Karel. Ook in Engelstalige landen komt de naam algemeen voor. 

## Heren
- Carl Philipp Emanuel Bach
- Carl Gustav Jung
- Carl Friedrich Zelter
- Carl Orff
- Carl Frei
- Carl Bildt (1850)
- Carl Bildt (1949)
- Carl Gustav van Zweden
- Carl van de Wouw
- Carl Meijer
- Carl Verheijen

noot: sommige Zweedse koningen heten officieel Carl ... van Zweden. Op de Nederlandstalige Wikipedia worden deze vermeld onder de naam Karel.

## Achternaam
- Victoria Carl

## Fictief
- Carl Johnson
- Carl Carlson

## Geografie
- Carles
- Carl (Georgia)